# Hedysarum bellevii
Hedysarum bellevii är en ärtväxtart som först beskrevs av David Prain, och fick sitt nu gällande namn av Joseph Friedrich Nicolaus Bornmüller. Hedysarum bellevii ingår i släktet buskväpplingar, och familjen ärtväxter. Inga underarter finns listade i Catalogue of Life.